# 瓜丘納湖
13°09′44″S 65°46′05″W / 13.16222°S 65.76806°W
瓜丘納湖是玻利維亞的湖泊，位於該國北部，由貝尼省負責管轄，長20公里、寬9公里，面積103平方公里，海拔高度150米，湖岸線長度60公里。